# Staff and line
Pour les articles homonymes, voir Staff.

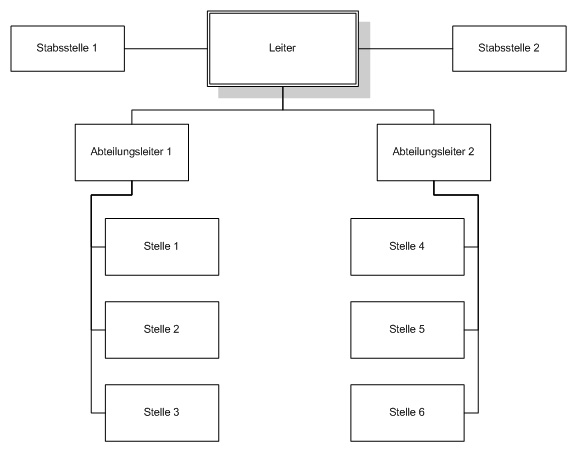
Exemple d'un système de ligne de personnel

La notion de staff and line, appelée aussi organisation (ou structure) hiérarchico-fonctionnelle, est une théorie sociologique, politique et économique, notamment utilisée en management des organisations, selon laquelle dans toute organisation complexe, il existe la voie du line, système fonctionnel et hiérarchisé sur un modèle pyramidal, et l'existence d'un staff, état-major sous l'autorité d'un chef, qui conseille les cadres du line, supervise et coordonne leur activité et leur impose les décisions stratégiques. Pour obtenir une carrière optimale, selon la théorie, il convient principalement d'accéder au staff avant d'être nommé dans le line, et faire des allers-retours entre ces deux entités.

## Définition dustaffet duline

### Line
Le line est le système fonctionnel et hiérarchisé d'une organisation sur un modèle pyramidal. Chacune des divisions du Line est autonome et doit respecter des objectifs à atteindre en termes de coûts, d'organisation, de nombre de salariés, de chiffre d'affaires, etc. 
Dans l'entreprise, ce sont les directions fonctionnelles achats, production, ventes, marketing, sécurité…
Dans l'État, ce sont les directions des ministères.
Dans les collectivités territoriales, ce sont les Directions fonctionnelles d'action de la collectivité (routes, budget, personnes âgées, jeunesse, associations, sports, déchets…).
Dans l'armée, ce sont les régiments, brigades et divisions. Par contre, dans les systèmes de santé, en général, le line signifie une position d'autorité où on gère du personnel. Donc on est dans la ligne de direction. Autrement dit, le line peut être une personne qui a l'autorité directe sur quelqu'un ou quelque chose dont dans la ligne de commandement, ex: directrice ou chef de service.

### Staff
Le staff concerne l'équipe de direction sous l'autorité du chef suprême (président, ministre, chef d'entreprise, général…) ou d'un comité de direction (conseil d'administration, bureau politique…) qui conseille les cadres du line, supervise et coordonne leur activité, vérifie la conformité des actions aux axes stratégiques de l'organisation, et leur impose les décisions de correction.
Le staff est aussi appelé, parfois, cabinet, même si ce terme est trop réducteur. Un cabinet (d'un ministre, d'un maire, d'un chef d'entreprise…) au sens strict concerne ses principaux collaborateurs, tandis que la notion de staff est plus étendue et concerne notamment les tâches suivantes :
- Inspection générale
- Ressources humaines
- Contrôle de gestion
- Analyse financière
- Planification moyen et long terme
- Conseil juridique
- Conseil technique

## Avantages et inconvénients de la structure enstaff and line

### Avantages
L'avantage de cette structure est qu'il n'y a toujours qu'un seul chef, soit une unicité de commandement ce qui en fait une structure claire.

### Inconvénients
L’inconvénient est que cette structure peut créer des conflits de direction par fonctions par rapport au staff.

## Exemples de carrières optimales

### Dans le domaine politique
- Carrière en line classique (IIIe et IVe Républiques) : maire, conseiller général, député et sénateur, sous-secrétaire d'État, ministre ; président du conseil. Par exemple : René Coty, Henri Queuille, Jacques Chaban-Delmas, Pierre Mauroy, Pierre Bérégovoy
- Carrière en staff and line sous la Ve République : ENA, polytechnique, HEC et Normale Sup ; membre de cabinet ministériel ; maire ; député ; ministre ; premier ministre. Par exemple : Georges Pompidou, Jacques Chirac, Laurent Fabius, Édouard Balladur, Alain Juppé.

### Dans le domaine des entreprises
- Carrière en line classique (par promotion interne) : ouvrier, ouvrier spécialisé, agent technique, agent de maîtrise, agent de maîtrise avec statut de cadre, sous-directeur de site, directeur de site, sous-directeur d'établissement, directeur d'établissement.
- Carrière en staff and line : école de commerce ou d'ingénieur ; adjoint au cabinet et chargé de mission ; sous-directeur de site ; chef de cabinet d'un directeur ; directeur d'établissement. Par exemple : Luc Oursel, Henri de Castries, Jean-Marie Messier.

### Dans le domaine militaire
- Carrière en line classique des officiers : lieutenant, capitaine, commandant, lieutenant-colonel, colonel. Par exemple : Jean Pellé, Alphonse Lecointe, Abel Douay, Régis Voyron.
- Carrière en staff and line : lieutenant, capitaine, chef de bureau au quartier général du régiment, commandant, chef de bureau au quartier général de la division, École de guerre, colonel, chef de bureau au quartier général du corps d'armée, général de brigade, général de division. Par exemple : Maurice Gamelin, Maxime Weygand, Louis Faury, Bruno Cuche, Benoît Puga, Stéphane Abrial.

### Dans le domaine judiciaire
- Carrière en Line :
  - siège : juge ; premier juge ; vice-président ; conseiller de cour d'appel ou président d'un tribunal à 1, 2 ou 3 chambres ; premier vice-président ; président de chambre de cour d'appel ; conseiller à la Cour de cassation / premier président de cour d'appel.
  - parquet : substitut ; premier substitut ; vice-procureur ; substitut général en cour d'appel ou procureur d'un tribunal à 1, 2 ou 3 chambres ; premier vice-procureur / procureur de la République-adjoint ; avocat général en cour d'appel ; avocat général à la Cour de Cassation / procureur général.
- Exemples : Gérard Gélineau-Larrivet, Renaud Van Ruymbeke, Yves Lemoine.
- Carrière en staff and line : juge ou substitut en TGI ; vice-président ou vice-procureur ; inspection générale des services judiciaires, ou membre du cabinet du ministre, ou magistrat à l'administration centrale (MACJ) ; procureur général ou directeur d'administration centrale. Par exemple : Laurent Le Mesle, Yves Bot, Vincent Lamanda, Jean-Louis Nadal.